# 2037
2037 (MMXXXVII) е обикновена година, започваща в четвъртък според григорианския календар. Тя е 2037-ата година от новата ера, тридесет и седмата от третото хилядолетие и осмата от 2030-те.
Съответства на:
- 1486 година по Арменския календар
- 6788 година по Асирийския календар
- 2988 година по Берберския календар
- 1399 година по Бирманския календар
- 2581 година по Будисткия календар
- 5797 – 5798 година по Еврейския календар
- 2029 – 2030 година по Етиопския календар
- 1415 – 1416 година по Иранския календар
- 1458 – 1459 година по Ислямския календар
- 4733 – 4734 година по Китайския календар
- 1753 – 1754 година по Коптския календар
- 4370 година по Корейския календар
- 2790 години от основаването на Рим
- 2580 година по Тайландския слънчев календар
- 126 година по Чучхе календара